# Ногушинська сільська рада
Ногуши́нська сільська рада (рос. Ногушинский сельский совет) — муніципальне утворення у складі Білокатайського району Башкортостану, Росія. Адміністративний центр та єдиний населений пункт — село Ногуші.

## Населення
Населення — 538 осіб (2019, 628 в 2010, 854 в 2002).